# Route der Industriekultur Rhein-Main Miltenberg

Logo der Route der Industriekultur Rhein-Main

Die Route der Industriekultur Rhein-Main Miltenberg gehört zur Route der Industriekultur Rhein-Main Bayerischer Untermain und ist damit eine Teilstrecke der Route der Industriekultur Rhein-Main in der bayerischen Stadt Miltenberg. Das Projekt versucht Denkmäler der Industriegeschichte im Rhein-Main-Gebiet zu erschließen.

## Liste der Route in Miltenberg
- Alter Bahnhof
- Eisenbahnbrücke über den Main

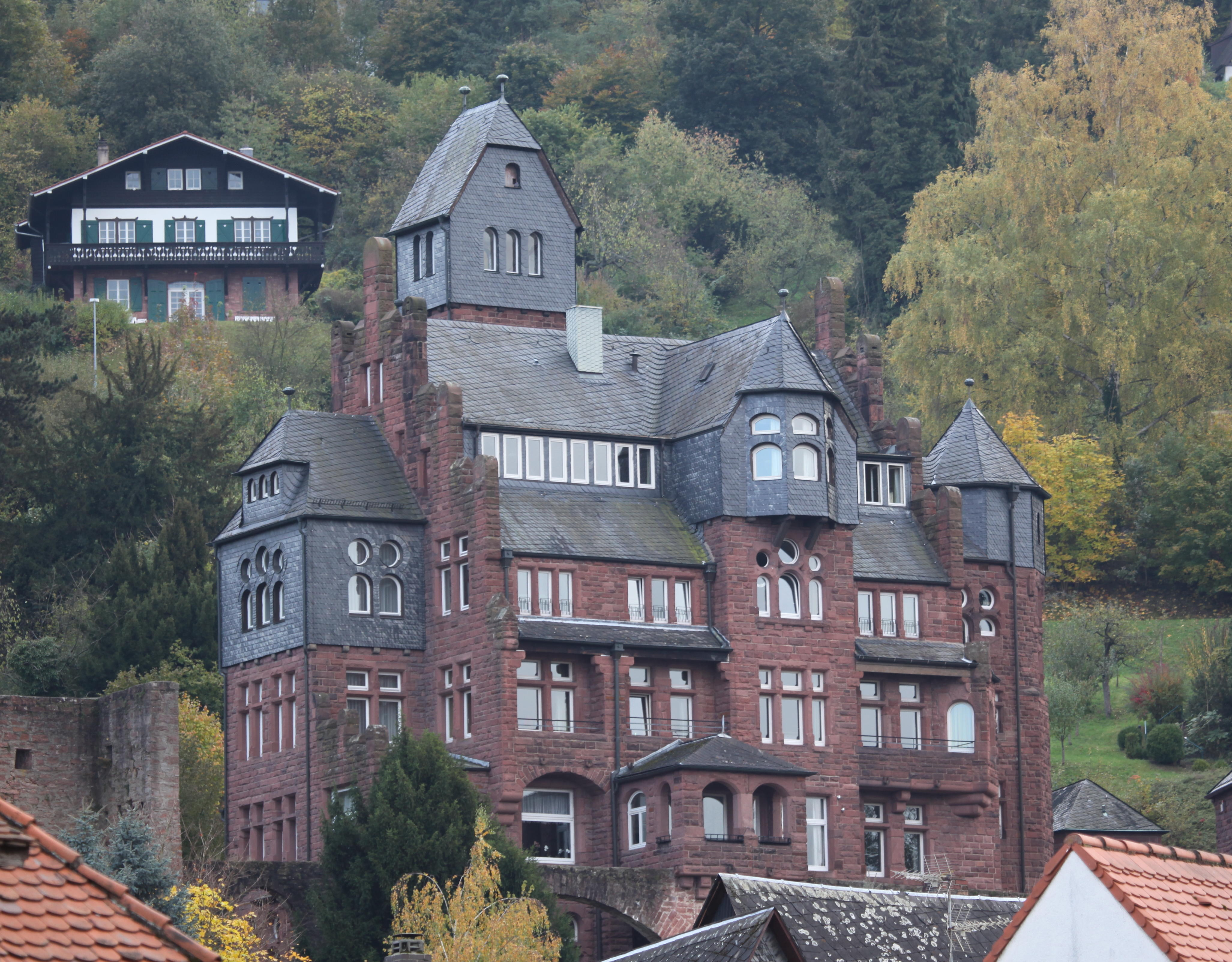
Schullandheim Miltenberg

- ehemaliges städtisches Elektrizitätswerk
- Samen-Klenganstalt G.J. Steingaesser & Comp.
- ehemalige Villa Winterhelt (1903 erbaut, von 1966 bis 2014 von den rheinhessischen Landkreisen Alzey-Worms und Mainz-Bingen als Schullandheim genutzt)[1]
- ehemalige Villa Jacob (heute Behindertenheim)
- Hochbehälter Grauberg
- Miltenberg-Nord
- Werksteinbruch Wassum